# Геннадий Головкин — Сауль Альварес (2017)
Геннадий Головкин против Сауля Альвареса боксёрский PPV поединок в среднем весе, на кону которого стояли титулы WBA super, IBO, WBC, IBF и The Ring. Бой состоялся 16 сентября 2017 года в Ти-Мобайл Арена, Парадайс, Невада, США. По окончании боя была объявлена ничья, каждый из боксёров сохранил свои титулы. И Головкин, и Альварес заявили, что готовы для повторного поединка.

## Предыстория
7 июня 2014 года в Нью-Йорке на арене Мэдисон-Сквер-Гарден, состоялось большое pay-per-view шоу в боксе. Мигель Котто победил лидера среднего веса, аргентинца, Серхио Мартинеса завоевав чемпионский пояс WBC.
В ноябре 2015 года промоутерская компания Roc Nation, занимающаяся делами Мигеля Котто, должна была заплатить команде чемпиона мира по версиям WBA (Super), IBO, IBF и WBC (Interim) в среднем весе казахстанца Геннадия Головкина 800 тысяч долларов за то, чтобы они предоставили возможность пуэрто-риканскому боксеру избежать боя с ним и встретиться с мексиканцем Саулем Альваресом. 21 ноября 2015 года в Лас-Вегасе состоялся бой между Мигелем Котто и мексиканской суперзвездой Саулем «Канело» Альваресом. Единогласным решением судей Сауль Альварес стал новым чемпионом мира по версии WBC и неофициальным линейным чемпионом среднего веса, попутно унаследовав обязательного претендента на этот пояс в лице Геннадия Головкина. Golden Boy Promotions оказалась в весьма деликатной ситуации. В скором времени необходимо было организовывать супербой Канело — GGG. Однако на деле все происходило не слишком быстро.
В мае 2016 года Сауль Альварес официально отказался от титула чемпиона мира по версии WBC в среднем весе в пользу обязательного претендента Геннадия Головкина. «После долгих раздумий я сегодня дал распоряжение Golden Boy Promotions продолжать переговоры об организации боя с Геннадием Головкиным и договориться, как можно быстрее. Я также сообщил WBC, что освобождаю титул WBC.
На протяжении всей своей карьеры я принимал бои, которые никто не хотел принимать, поскольку я никого не боюсь. Я буду драться с Головкиным и разобью его. Но я не буду выходить на ринг ввиду искусственных сроков», — заявил Альварес в официальном пресс-релизе. Мировая боксерская общественность, в особенности мексиканские любители бокса крайне негативно отреагировали на данный поступок.
6 мая 2017 года Сауль Альварес победил соотечественника, экс-чемпиона по версии WBC в среднем весе, Хулио Сезара Чавеса младшего в промежуточном весе 74,6 кг. Сразу после боя во время интервью Сауль публично вызвал на бой находившегося в зале короля среднего веса Геннадия Головкина устроив шоу. Головкин эффектно вышел на ринг к «Канело» под музыку, под которую он обычно выходит на свои бои. Бой был анонсирован бойцами на 16 сентября 2017 года в лимите среднего веса.

## Ход главного поединка
Головкин на протяжении всего поединка боксировал первым номером,  создавая сложности  Альваресу, который работал на контратаках и не вступал с Геннадием в размены, предпочитая прятаться за защитой. Во многом благодаря этому Головкин переработал Альвареса в первой половине боя. После середины боя Альварес начал активно включаться и работать сериями, хотя территорией по-прежнему владел Головкин. Ближе к концу боя Геннадий Головкин всё чаще переходил в режим «терминатора», максимально усиливая натиск, Альварес отсиживался в обороне изредка встречал агрессора контратаками. На протяжении боя никто из боксёров не был потрясён, хотя несколько мощных и точных ударов с обеих сторон достигли цели.
В результате судейский вердикт: 118—110 Альварес, 115—113 Головкин и 114—114. Ничья. Сразу после поединка Геннадий и Сауль дали согласие на реванш.
Большинство профессиональных изданий, а так же зрителей по всему миру, считают, что Головкин с явным преимуществом победил, а так же решение судей неправильным и грубым ограблением по отношению к Головкину.
Чуть позже выяснилось об использовании допинга со стороны мексиканца, но результат не оспорили.

## Критика
В мае 2020 года спортивный стриминговый сервис DAZN, с которым были заключены контракты у обоих боксёров, пригласил трёх судей своей редакции для просмотра поединка. Судьи единогласным решением (два по 115-113 и 116-112) присудили победу Головкину.
Однако следует учитывать, что второй и третий бои Головкин Альваресу проиграл, и эти результаты не оспаривались.